# Sam Bloom
Samantha „Sam“ Bloom (* 1971) ist eine australische Parakanutin. Die durch einen Unfall querschnittgelähmte gelernte Krankenschwester erlangte durch soziale Medien sowie das Buch Penguin Bloom internationale Bekanntheit.

## Leben
Sam Bloom wuchs in Newport Beach, einem Außenbezirk der australischen Metropole Sydney, auf. Sie studierte an der University of Technology in Sydney und arbeitete nebenbei in der Bäckerei ihrer Eltern, wo sie den Fotografen Cameron, ihren späteren Ehemann, kennenlernte. Nach ihrem Abschluss arbeitete sie als Krankenschwester im Royal Prince Alfred Hospital in Camperdown, einem Vorort von Sydney. Das Paar bekam drei Söhne. Während einer Urlaubsreise durch Thailand im Jahr 2013 erlitt Bloom einen schweren Unfall. Ein morsches Geländer einer Hotelterrasse ließ sie sechs Meter in die Tiefe stürzen. Sie überlebte den Unfall mit schweren Kopf- und Rückenverletzungen und ist seither querschnittgelähmt. Als Bloom nach sieben Monaten aus dem Krankenhaus entlassen wurde, hatte sie ihren Lebenswillen verloren und litt unter schweren Depressionen.
Drei Monate nach ihrer Heimkehr fand einer ihrer Söhne auf einem Parkplatz ein verletztes Flötenvogelküken. Er nahm das Tier mit nach Hause, und die Familie beschloss, es gesund zu pflegen. Die Kinder nannten das Tier wegen seiner Farbe und seines watschelnden Ganges Penguin. Der Vogel wurde zahm, und seine Genesung nahm Sam Bloom zum Anlass, sich mit ihrer Lähmung zu arrangieren und zurück in ihr Leben zu finden. Penguin lebte etwa zwei Jahre bei der Familie Bloom und entwickelte sich zu einem Internetphänomen. Der von der Familie angelegte Instagram-Account penguinthemagpie hatte im Juni 2017 über 150.000 Follower. Cameron Bloom veröffentlichte 2016 das Buch Penguin Bloom.

## Sportliche Karriere
Nachdem sie ihre Depressionen überwunden hatte, begann Bloom mit dem Paracanoe-Sport. Sie trainierte im Manly Warringah Kayak Club und wurde 2015 Mitglied des australischen Paracanoe-Nationalteams. Bei den Kanurennsport-Weltmeisterschaften 2015 in Mailand erreichte sie das Halbfinale in der Klasse KL1. Im selben Jahr gewann sie die Goldmedaille bei den Ozeanien-Meisterschaften im Paracanoe im australischen Adelaide. Bei den Sommer-Paralympics 2016 in Rio de Janeiro belegte Bloom den siebenten Platz.

## Penguin Bloom

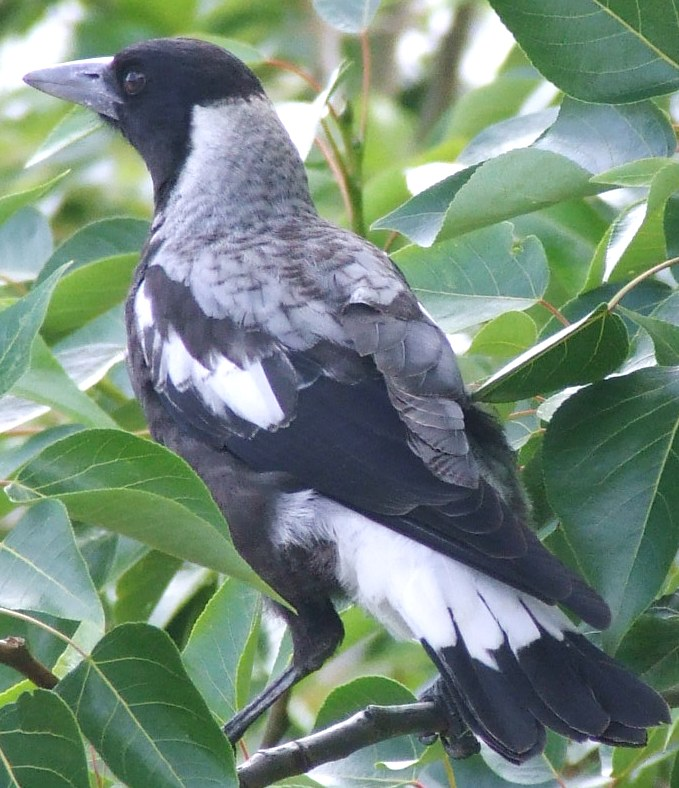
Ein australischer Flötenvogel

Blooms Ehemann Cameron veröffentlichte zusammen mit dem australischen Autor Bradley Trevor Greive im Jahr 2016 das Buch Penguin Bloom – The odd little bird who saved a family, in dem er das Schicksal seiner Frau und das Zusammenleben mit dem Vogel dokumentierte. Das Buch entwickelte sich in Australien zu einem Bestseller und wurde daraufhin ins Japanische und Koreanische übersetzt. Im Februar 2017 erschien das Buch in Deutschland unter dem Titel Penguin Bloom – Der kleine Vogel, der unsere Familie rettete und erreichte Platz 1 der Spiegel-Bestsellerliste.
Die US-amerikanische Schauspielerin und Produzentin Reese Witherspoon sicherte sich 2017 die Filmrechte der Geschichte von Sam Bloom und Penguin. Die Rolle der Sam wurde in der Verfilmung von Naomi Watts gespielt. Im Jahr 2019 wurde bekannt, dass Andrew Lincoln die Rolle von Cameron Bloom besetzt, außerdem übernimmt Jacki Weaver eine Rolle im Film. Die Regie führt Glendyn Ivin, der Film wurde beim Toronto Film Festival uraufgeführt  und kam im Januar 2021 in Australien und in Neuseeland in die Kinos und war im selben Monat bei Netflix verfügbar.